# فدریکو زنونی
فدریکو زنونی (انگلیسی: Federico Zenuni؛ زادهٔ ۱۹ ژانویهٔ ۱۹۹۷) بازیکن فوتبال اهل آلبانی است.
وی همچنین در تیم‌های ملی فوتبال زیر ۱۵ سال ایتالیا، Albania national under-17 football team, Albania national under-19 football team، و زیر ۲۱ سال آلبانی بازی کرده‌است.